# Premis Lola Gaos
Els Premis Lola Gaos, abans anomenats Premis Berlanga i originalment Premis de l'Audiovisual Valencià, són uns guardons atorgats per l'Institut Valencià de Cultura i l'Acadèmia Valenciana de l’Audiovisual creat l'any 2018 per tal de reconéixer les principals produccions i el treball de les empreses i dels professionals del sector audiovisual valencià.
Es convoquen anualment i la seu de la gal·la d'entrega ha anat canviant en les diverses edicions. La primera es va celebrar al Teatre Principal d'Alacant el 16 de novembre de 2018 amb un total de 17 categories, un premi d’honor i un premi atorgat per l'Acadèmia. En la segona edició, celebrada a l'Auditori de Castelló, s'ampliaren les categories a 23 amb premis per, a més de llargmetratges i curtmetratges, les sèries de televisió, websèries i videojocs de televisió.
Les nominacions, amb tres finalistes per categoria, es coneixen durant les setmanes prèvies a la gal·la i són triades per la comissió formada per membres de les associacions professionals que conformen la Mesa de la Cultura Valenciana (MECUV) entre les candidatures rebudes. Posteriorment, un jurat designat per la MECUV s’encarrega de seleccionar les candidatures guanyadores d’entre les finalistes.
Els premis són una escultura en pedra i metacrilat que simbolitza el pas de les pintures rupestres a la projecció, per la barreja de materials, i té els colors bàsics RGB. L'autora és la pegolina Imma Femenía.

## Categories
- Millor pel·lícula
- Millor direcció
- Millor guió
- Millor banda sonora
- Millor actor protagonista
- Millor actriu protagonista
- Millor actor/actriu de repartiment
- Millor direcció de fotografia
- Millor muntatge
- Millor direcció artística
- Millor disseny de vestuari, maquillatge i perruqueria
- Millor so
- Millor curtmetratge de ficció
- Millor curtmetratge d’animació
- Millor curtmetratge documental
- Millor llargmetratge documental
- Millor direcció de producció

L'any 2019 s'incorporaren els guardons per a:
- Millor sèries de televisió
- Millor websèries
- Millor videojoc

## Edicions
| Edició | Data             | Lloc                                     | Presentador/a    | Millor pel·lícula  | Retransmissió | Ref.         |
| ------ | ---------------- | ---------------------------------------- | ---------------- | ------------------ | ------------- | ------------ |
| 1ª ed  | 16 novembre 2018 | Teatre Principal, Alacant                | Maria Juan Donat | El desentierro     | À Punt        | [ 4 ]        |
| 2ª ed  | 22 novembre 2019 | Auditori i Palau de Congressos, Castelló | Maria Juan Donat | Vivir dos veces    | À Punt        | [ 5 ]        |
| 3ª ed  | 22 novembre 2020 | Palau de les Arts, València              | Núria Roca       | La mort de Guillem | À Punt        | [ 6 ] [ 7 ]  |
| 4ª ed  | 4 desembre 2021  | Teatre Principal, Alacant                | Pere Aznar       | Espíritu Sagrado   | À Punt        | [ 8 ]        |
| 5ª ed  | 12 novembre 2022 | Auditori i Palau de Congressos, Castelló | Maria Juan Donat | Vasil              | À Punt        |              |
| 6ª ed  | 11 novembre 2023 | Palau de les Arts, València              | Mireia Pérez     | Kepler Sexto B     | À Punt        | [ 9 ] [ 10 ] |
| 7ª ed  | 1 febrer 2025    | Palau de la Música, València             | Inma Sancho      | La casa            |               | [ 11 ]       |